# Pavilionul Barcelona
Pavilionul Barcelona sau Barcelona Pavilion (germană Barcelona-Pavillon; catalană Pavelló alemany; spaniolă Pabellón alemán; română Pavilionul german), designat de arhitectul german Ludwig Mies van der Rohe, a fost Pavilionul german al en  Expoziției Internațională din 1929, care a avut loc în Barcelona, Spania.
Clădirea a fost folosită ca loc al deschiderii expoziției internaționale de arhitectură din acel an, 1929, pentru secțiunea germană a târgului internațional de arhitectură.
Pavilionul este considerat a fi o clădire importantă a istoriei mișcării artistice numite modernism, dar mai ales a arhitecturii moderniste, cunoscut pentru forma sa minimalistă și utilizarea spectaculoasă a unor materiale „extravagante”, așa cum sunt marmura, onyx roșu și travertine. Aceleași caracteristici ale minimalismului și spectaculozității pot fi aplicate mobilierului, care a fost special proiectat pentru această clădire, incluzând emblematicul scaun Barcelona.
Pavilionul Barcelona este, pe drept cuvânt, considerat a fi o realizare superbă, emblematică, inspirând multe clădiri și structuri importante ale modernismului arhitectural.